# Agaath Doorgeest
Agatha Maria "Agaath" Doorgeest, född 3 mars 1914  i Amsterdam, död 8 december 1991 i Amsterdam, var en nederländsk friidrottare med löpgrenar
 som huvudgren. Doorgeest var nederländsk rekordhållare och blev medaljör vid damolympiaden 1934 och var en pionjär inom damidrott.

## Biografi
Agaath Doorgeest föddes i Amsterdam i provinsen Noord-Holland i nordvästra Nederländerna. I ungdomstiden blev hon intresserad av friidrott och gick med i idrottsföreningen "Amsterdamse Dames Atletiekvereniging" (ADA) i Amsterdam.
Hon tävlade främst i kortdistanslöpning, häcklöpning och stafettlöpning men även i hoppgrenar med främst längdhopp och kastgrenar. Hon tävlade även i flera landskamper (interlandwedstrijd) i det nederländska damlandslaget i friidrott.
1933 deltog Doorgeest i sin första landskamp i tävlingen "Go Ahead" i Deventer 23 juli med Belgien där hon tog silvermedalj i längdhopp. Senare samma år deltog hon i en landskamp i Groningen 3 september med Nordtyskland där hon tog silvermedalj i häcklöpning 80 meter och bronsmedalj i längdhopp och kulstötning.
1934 deltog Doorgeest i idrottstävlingen "Olympische Dag" 17 juni i Amsterdam. Hon tävlade i löpning 100 meter där hon slutade på en femteplats (efter Tollien Schuurman, Cor Aalten, Jo Dalmolen och Iet Martin). Under året låg hon på top-4 på årsbästa-listan på häcklöpning 80 m och längdhopp. Detta år hölls även de första nederländska mästerskapen (Nederlandse kampioenschappen atletiek) för damer i friidrott på klubbnivå (Clubkampioenschap vrouwen).
Senare samma år deltog hon i en landskamp i belgiska Schaerbeek 29 juli där hon tog silvermedalj i längdhopp och kulstötning samt guldmedalj i stafettlöpning 4 x100 m (med Schuurman, Aalten och Iet Martin). 
Senare under 1934 deltog hon vid den IV.e damolympiaden i London. Under idrottsspelen vann hon silvermedalj i stafettlöpning 4 x 100 meter (med Cor Aalten, Jo Dalmolen, Agaath Doorgeest som tredje löpare och Iet Martin). Hon tävlade även i kulstötning men fullföljde inte tävlingen.
1935 deltog hon i en landskamp i Amsterdam 10 augusti med Belgien där hon tog guldmedalj i både i häcklöpning 80 meter, längdhopp och kulstötning. Samma år blev hon uttagen till det nederländska olympialaget inför Sommar-OS i Berlin.
1936 deltog Doorgeest i en internationell idrottstävling (England, Skottland, Frankrike, Sverige och Nederländerna) 9 juni i engelska Blackpool, under tävlingen deltog hon i häcklöpning och stafettlöpning 4 x 100 m men utan att nå medaljplats. Senare samma år deltog hon i idrottstävlingen "Prinses Juliana-beker" 12 juli i Haarlem, under tävlingen tog hon guldmedalj i häcklöpning 80 meter. 
Senare under 1936 deltog Doorgeest vid Olympiska sommarspelen i Berlin. Doorgeest tävlade i häcklöpning 80 meter där hon blev utslagen under kvaltävlingarna, hennes sluttid blev dock nytt nationsrekord. Hon skulle även tävla i stafettlöpning 4 x100 meter men kunde inte genomföra loppet.
1937 deltog hon i en landskamp i en tävling i Wuppertal 22 augusti mot Tyskland där hon tog silvermedalj i häcklöpning 80 meter och i stafettlöpning 4 x100 m (med Kitty ter Braake, Doorgeest som andre löpare, Lies Koning och Griet Veldman).
1938 deltog Doorgeest i en landskamp i en tävling i Rotterdam 10 juli med Tyskland, under tävlingen tog hon silvermedalj i häcklöpning 80 meter och silvermedalj i stafettlöpning 4 x 100 meter (med Ali Loohius, Kitty ter Braake, Doorgeest som tredje löpare och Ali de Vries).
Senare under 1938 deltog Doorgeest vid Friidrotts-EM (de första där damer tilläts) i Wien 17-18 september, hon tävlade i häcklöpning 80 meter men blev utslagen under kvaltävlingarna och slutade på en femteplats.
1939 deltog hon åter i idrottstävlingen "Prinses Juliana-beker" 20 augusti i Amsterdam, under tävlingen tog hon guldmedalj i stafettlöpning 4 x 100 meter (med Agaath Doorgeest som förste löpare, Rie Takken, Kitty ter Braake och Ali de Vries). Segertiden blev också nytt nationsrekord.
Doorgeest blev flerfaldig nederländsk mästare (Nederlandse kampioenschappen atletiek) i häcklöpning 80 meter (1934, 1935, 1936 och 1939), längdhopp (1932 och 1937) och svensk stafett (200-100-80-60 m, 1938 med Kitty ter Braake, Ali Loohuis, Agaath Doorgeest och Ali de Vries).
Senare drog sig Doorgeest tillbaka från tävlingslivet. Doorgeest dog i Amsterdam i december 1991.